# Martial (cràter)
Martial és un cràter d'impacte en el planeta Mercuri de 51 km de diàmetre. Porta el nom del poeta de l'antigua Roma Marc Valeri Marcial (c. 40-c. 103), i el seu nom va ser aprovat per la Unió Astronòmica Internacional el 1979.